# Microtus (Microtus)
Microtus (Microtus) es una subgénero de roedor de la familia Cricetidae. 

## Especies
- Microtus agrestis, Linneo, 1761.
- Microtus anatolicus, Krystufek y Kefelioglu, 2002.
- Microtus arvalis, Pallas, 1778.
- Microtus cabrerae, Thomas, 1906.
- Microtus dogramacii, Krystufek y Kefelioglu, 1999.
- Microtus guentheri, Danford y Alston, 1880.
- Microtus ilaeus, Thomas, 1912.
- Microtus irani, Thomas, 1921.
- Microtus levis, Miller, 1908.
- Microtus paradoxus, Ognev y Heptner, 1928.
- Microtus qazvinensis, Golenishchev, 2003.
- Microtus schidlovskii, Agyropulo, 1933.
- Microtus socialis, Pallas, 1773.
- Microtus tatricus, Kratochvil, 1952.
- Microtus transcaspicus, Saturnin, 1905.